# Eugenio Prieto Arana
Eugenio Prieto Arana (Éibar, 1921 - Éibar, 1987) fue un piloto y militar español que fue uno de los Niños de Rusia y luchó las Fuerzas Aéreas Soviéticas en la Segunda Guerra Mundial.

## Biografía
Nació en Éibar en 1922 y fue uno de los 60 niños de la guerra que fueron enviados de Éibar a la Unión Soviética durante la guerra civil española (conocidos como Niños de Rusia).  
Vivió en las ciudades de Odesa y Pirovodskaya, y en su adolescencia se vio envuelto en la Segunda Guerra Mundial tras la entrada en la misma de la Unión Soviética. Se formó en la escuela de pilotos de la ciudad de Chkálov, junto con otros jóvenes españoles, y tras aprender a pilotar aviones, se unió al 2.º Ejército Aéreo Soviético, donde alcanzó el grado de teniente. Su avión fue derribado durante la batalla de Kursk en 1943, pero sobrevivió y fue capturado por los alemanes. Escapó y se reincorporó al Ejército Rojo, donde continuó luchando (participando en la liberación de Praga en mayo de 1945, entre otros). Recibió la Orden de la Bandera Roja por derribar cuatro aviones enemigos.
Continuó viviendo como trabajador en Moscú después de ser desmovilizado en 1946, pero regresó al País Vasco en 1957 con su esposa, Piedad Sainz de la Maza. Falleció en Éibar en 1987. 

## Premios
- Orden de la Estrella Roja (1 de septiembre de 1943).
- Orden de la Bandera Roja (4 de abril de 1945).
- Orden de la Guerra Patria de 2.ª clase (25 de mayo de 1985).
- Medalla por el Servicio de Combate (31 de julio de 1948).
- Medalla por la Defensa del Cáucaso.
- Medalla por la Victoria sobre Alemania en la Gran Guerra Patria 1941-1945.